# Rompimento de barragem em Itabirito
O rompimento da barragem de Itabirito, em 10 de setembro de 2014, resultou em um desastre com rejeitos controlados pela Herculano Mineração e estava localizada na Mina Retiro do Sapecado, no município brasileiro de Itabirito, em Minas Gerais e a 55 quilômetros da capital mineira, Belo Horizonte.
A Mina Retiro do Sapecado apresentava quatro barragens, sendo denominadas de B1, B2, B3 e B4. Em 2010 a barragem B1 atingiu a sua lotação máxima e, portanto, segundo as investigações, consequentemente a empresa começou a construir a B4. Entretanto, em 2014 a barragem apresentou um problema, fazendo com que a mineradora voltasse a depositar os rejeitos na primeira barragem. A Herculano Mineração chegou a construir quatro baias, espécie de piscinas, sobre a mina e essa implementação não tinha autorização dos órgãos competentes para ser realizada. Conforme o laudo técnico da perícia, elaborado pela Instituto de Criminalística, o rompimento foi provocado por saturação de água, presente na barragem B1. Foi constatada então uma deficiência na drenagem, o que causou a movimentação no nível freático em seu interior e a ruptura da estrutura, por volta de 7 horas e 55 minutos do dia 10 de setembro de 2014.
Os afluentes do rio Itabirito, os córregos Silva e do Eixo, cujas águas destinam-se para o rio das Velhas, foram contaminados pelos rejeitos de minério e o abastecimento da região metropolitana de belo Horizonte poderia ser parcialmente comprometido. Os bens da empresa Herculano Mineração e de seus sócios foram bloqueados pela Justiça de Itabirito, na Região Central de Minas Gerais. Foram indiciados por crime de homicídio doloso: O engenheiro de Minas da empresa Nivaldo José Machado, os sócios da mineradora Jairo Herculano Antunes, Mardoquel Herculano Antunes, Gláucio Herculano Antunes e Renato Mariano Antunes Herculano Souza. Por crime ambiental, vão responder: Nivaldo, Jairo, Mardoquel e o sócio-diretor da Engeo, Marcos Naves Branco.
Foi firmado um termo de compromisso entre a Herculano Mineração e o Ministério Público de Minas Gerais (MPMG) em que a empresa se comprometeu a pagar 8,5 milhões de reais para recuperação ambiental das áreas degradadas até 2018. O documento indica que a empresa planeja voltar a minerar no local atingido, mas inclui o compromisso de que a Herculano usará a barragem que se rompeu apenas para dar destinação correta aos resíduos, conforme a legislação ambiental, agora utilizando a deposição a seco, para evitar riscos.